# Luigi De Sanctis
Luigi Francesco Leonardo Desanctis (Roma, 31 dicembre 1808 – Firenze, 31 dicembre 1869) è stato un teologo italiano.
Una delle maggiori personalità del protestantesimo italiano nel XIX secolo, teologo e controversista, originariamente sacerdote cattolico, abbraccia il protestantesimo dopo che la pubblicazione delle sue idee politicamente liberali gli rendono ostile il Sant'Uffizio. I suoi scritti anticattolici hanno avuto una vasta diffusione, anche clandestina, in Italia. Sebbene non fosse un pensatore teologico o religioso originale, il suo sforzo di diffondere le idee evangeliche durante il Risorgimento gli conferisce un ruolo di primo piano per la diffusione del protestantesimo in Italia.

## Biografia
Luigi Desanctis (il cognome è Desanctis, unito, come risulta, oltre che dai suoi libri e dalle diverse biografie, dalla sua "fede di nascita") era figlio di Biagio Desanctis e di Camilla Forzi, primogenito dei ventiquattro figli che suo padre avrebbe avuto dalle sue quattro mogli successive.
Diventò sacerdote cattolico nel 1831, membro dell'ordine dei Chierici Regolari Ministri degli Infermi o "Camilliani". Per un certo periodo fu parroco della chiesa di Santa Maria Maddalena in Roma. Nel 1835 durante l'epidemia di colera fu attivo a Genova come cappellano fra i malati.
Conseguì il grado di "censore emerito" nell'Accademia Teologica dell'Università romana e fu membro di varie accademie. Il 9 giugno 1837 fu nominato qualificatore del Sant'Uffizio (Inquisizione) di Roma, funzione che svolge per dieci anni. Il cardinale Ludovico Micara, decano del Sacro Collegio, lo scelse come uno degli esaminatori prosinodali del clero della sede suburbicaria di Frascati.
Dal 1838 al 1842 fu docente di teologia all'Università della Sapienza, dove nel 1836 fu promosso dottore in teologia. In seguito ad un processo inquisitoriale al quale assistette, sviluppò egli stesso idee politicamente liberali e critiche verso le istituzioni cattoliche. Rendendo note queste sue posizioni, venne sospeso dalle sue funzioni e inviato presso la casa di convalescenza ed esercizi spirituali Sant'Eusebio di Roma e incoraggiato a rivedere le sue idee. Le sue persuasioni non-ortodosse, però, si intensificarono e l'11 settembre 1847 fuggì da Roma e si recò ad Ancona e da lì si imbarcò per l'isola di Malta che, a quel tempo accoglieva e proteggeva sacerdoti critici e perseguitati per motivi di coscienza.
Lasciando definitivamente il sacerdozio, nel 1849 si sposò. A Malta lavorò presso la rivista protestante L'Indicatore e fondò la rivista anticattolica Il Cattolico cristiano. Pubblicò diverse opere polemiche di grande diffusione, contestando la legittimità della pratica cattolica della confessione.
Dopo un soggiorno a Ginevra nel 1850, Desanctis a Torino prese contatto con la Chiesa valdese e il 31 agosto 1853 venne consacrato a Torre Pellice pastore evangelico.
Non molto tempo dopo si distanziò anche dalla Chiesa valdese e nel 1854 fondò con Bonaventura Mazzarella la Chiesa cristiana evangelica.
Abbandonò questa iniziativa nel 1863 e dal 1864 fu chiamato ad insegnare teologia e polemica alla Facoltà valdese di teologia di Firenze.
Nella rivista anglicana The record di Londra pubblicò dal 1850 al 1852 le anonime Lettere di un prete cattolico convertito già membro dell'Inquisizione (Letters. From a converted Romish Priest […] formerly Member of the Inquisition), che compariranno poi in forma di libro. Queste lettere contengono una vasta documentazione (difficile da verificare) sullo stato della Roma papalina del 1848 e possono essere considerate la sua opera principale.
Desanctis si distinse fra le figure più importanti di ex sacerdoti cattolici che durante il risorgimento aderirono al Protestantesimo.
Luigi Desanctis è sepolto al Cimitero degli inglesi di Firenze.
Nel 1871 la sua biblioteca fu acquistata dal reverendo Robert Walter Stewart e donata alla facoltà di teologia valdese di Palazzo Ricasoli-Salviati, a Firenze.

## Opere
- Popery and Jesuitism at Rome in the nineteenth century, with remarks on their influence in England, London, 1852
- Compendio di controversie tra la parola di Dio e la teologia romana ad uso dei cristiani evangelici, Torino: [s.n.], 1858
- Si può leggere la Bibbia?: questione indirizzata al buon senso di tutti i cattolici, Torino: Tip. Claudiana, 1860
- Il celibato dei preti, riflessioni storico-dommatiche, Livorno, 1861
- Luigi Desanctis, La Confessione, saggio dommatico-storico… riveduto ed accresciuto dall'autore, Torino: Claudiana, 1858.
- Quattro lettere al cardinale Patrizi, Firenze: Tip. Claudiana, 1862
- Il Papa: osservazioni dottrinali e storiche, Roma, 1864
- Accuse contro il Papismo, Firenze: Claudiana, 1870
- La Parola di Dio. Saggi dommatici, Firenze: Claudiana, 1870.
- La Porta e la via della vita eterna, Firenze: Claudiana, 1870
- La Francia ed il papato; con un dialogo dello stesso autore, [S.l. : s.n., 18..]
- A Pio IX Vescovo di Roma, Firenze: Claudiana, 1872
- Valdesi, Seconda edizione, Firenze: Claudiana, 1872
- Il Papa non è successore di San Pietro. Osservazioni storiche… Seconda edizione, Roma, 1872
- Confession injurious to Faith and Morals, London, 1877
- Confession opposed to sound reason, London, 1877.
- Confession: a doctrinal and historical essay … Translated from the eighteenth Italian edition by M. H. G. Buckle, London, 1878
- Roma papale descritta in una serie di lettere con note, Roma, Firenze: Claudiana, 1882[4]
- Popery, Puseyism, Jesuitism. Described in a series of letters by Luigi Desanctis … Translated … by Maria Betts. London: Calvinistic Protestant Union, 1903[5].